# Puchar Polski w piłce nożnej (1952)
Puchar Polski w piłce nożnej mężczyzn w sezonie 1952. Do krajowych rozgrywek dostały się: z pucharów regionalnych – Budowlani Człuchów, CWKS Ib Warszawa, GWKS Grudziądz, Kolejarz Łomża, Kolejarz Łódź, Gwardia Gdańsk, Gwardia Poznań, Gwardia Sochaczew, Kolejarz Katowice, Kolejarz Kluczbork, KS Gryfice, GWKS Olsztyn, KS Zamość, LZS Suchedniów, Ogniwo Ib Kraków, Ogniwo Pabianice, OWKS Wrocław, Stal Ib Zielona Góra, Stal Rzeszów oraz reszta drużyn grająca w II fazie rozgrywek.

## I Runda
- 5 października 1952

Gwardia Sochaczew - CWKS Ib Warszawa 0-9
Ogniwo Pabianice - Kolejarz Łódź 2-1
KS Olsztyn - Kolejarz Łomża 9-0

## II Runda
- 19 października 1952

OWKS Bydgoszcz - Kolejarz Bydgoszcz 1-1, po dogr.; 4-1 (powtórka)
Gwardia Białystok - Kolejarz Leszno 4-1
Gwardia Gdańsk - Włókniarz Chełmek 0-1
Kolejarz Toruń - Kolejarz Gdańsk 3-1
Ogniwo Ib Kraków - Ogniwo Tarnów 1-0
Stal Ib Zielona Góra - Stal Sosnowiec 0-3
Stal Rzeszów - GWKS Grudziądz 5-1
KS Zamość - Stal Nowa Huta 4-1
Górnik Zabrze - Włókniarz Kraków 2-1
GWKS Olsztyn - Stal Poznań 1-2
Kolejarz Olsztyn - Stal Lipiny 1-5
Kolejarz Kluczbork - Górnik Radzionków 3-0
Gwardia Kielce - Włókniarz Chodaków 0-1
Włókniarz Radom - Górnik Knurów 1-2, po dogr.
Stal Gdańsk - Gwardia Warszawa 2-3
OWKS Wrocław - OWKS Lublin  2-0
LZS Suchedniów - Lotnik Warszawa 1-3
Ogniwo Pabianice - Gwardia Poznań 2-3, po dogr.
Górnik Bytom - Gwardia Szczecin 3-1
Włókniarz Krosno - Górnik Wałbrzych 0-2
Spójnia Tomaszów Mazowiecki - Spójnia Warszawa 1-3
Włókniarz Widzew Łódź - Budowlani Opole 0-2
Budowlani Przemyśl - Stal Wrocław 3-2
Gwardia Lublin - Gwardia Bydgoszcz 0-3
Budowlani Człuchów - Gwardia Słupsk 1-3
Stal Zielona Góra - CWKS Ib Warszawa 2-6
Kolejarz Katowice - Stal Starachowice 4-1
KS Gryfice - Ogniwo Częstochowa 1-2

## III Runda
- 1 listopada 1952

Gwardia Warszawa - OWKS Wrocław 0-1
Lotnik Warszawa - Gwardia Poznań  3-1
CWKS Ib Warszawa - Stal Lipiny 2-1, po dogr. 
Ogniwo Częstochowa - Gwardia Białystok 1-2
OWKS Bydgoszcz - Włókniarz Chełmek  3-3, po 2 dogr.; 2-0 (powtórka)
Kolejarz Toruń - Ogniwo Ib Kraków  1-0
Stal Sosnowiec - Gwardia Słupsk 0-3
Stal Rzeszów - KS Zamość 2-3, po dogr.
Górnik Zabrze - Stal Poznań 4-2
Kolejarz Katowice - Kolejarz Kluczbork 2-1
Włókniarz Chodaków - Górnik Knurów 5-1
Górnik Bytom - Górnik Wałbrzych  3-2, po dogr.
Spójnia Warszawa - Budowlani Opole 4-7
Budowlani Przemyśl - Gwardia Bydgoszcz 0-4

## IV Runda
- Do drużyn wyłonionych w III rundzie dołączyły zespoły pierwszoligowe z sezonu 1952: Budowlani Chorzów, Budowlani Gdańsk, CWKS Warszawa, Górnik Radlin, Gwardia Kraków, Kolejarz Poznań, Kolejarz Warszawa, ŁKS – Włókniarz Łódź, Ogniwo Kraków i OWKS Kraków
- 9 listopada 1952.

Gwardia Białystok - OWKS Bydgoszcz 1-3
Kolejarz Toruń - Gwardia Kraków 0-2
Gwardia Słupsk  - Kolejarz Poznań 2-1
KS Zamość - OWKS Kraków 1-6
CWKS Ib Warszawa - ŁKS – Włókniarz Łódź 7-1
Włókniarz Chodaków - Górnik Radlin 1-3
OWKS Wrocław - Budowlani Gdańsk 1-2
Lotnik Warszawa - CWKS Warszawa 1-4
Budowlani Opole - Gwardia Bydgoszcz  2-1
Górnik Zabrze - Budowlani Chorzów 1-0
Kolejarz Katowice - Kolejarz Warszawa 1-7
Górnik Bytom - Ogniwo Kraków 2-1

## V Runda
- 23 listopada 1952

OWKS Bydgoszcz -  Gwardia Kraków 1-2
Budowlani Gdańsk - CWKS Warszawa 3-0
Gwardia Słupsk - OWKS Kraków 1-5
Kolejarz Warszawa - Górnik Radlin 4-3
Górnik Bytom - Budowlani Opole 2-0
Górnik Zabrze - CWKS Ib Warszawa 1-2 

## Ćwierćfinały
- Do drużyn wyłonionych w V rundzie dołączyli finaliści I ligi z sezonu 1952: Unia Chorzów i Ogniwo Bytom – 30 listopada 1952.

Gwardia Kraków - OWKS Kraków  5-0
CWKS Ib Warszawa - Unia Chorzów 2-1
Kolejarz Warszawa - Ogniwo Bytom 4-2
Budowlani Gdańsk - Górnik Bytom 1-2, po dogr.

## Półfinały
- 7 grudnia 1952

Kolejarz Warszawa - Górnik Bytom 3-1
Gwardia Kraków - CWKS Ib Warszawa 0-0, po 2 dogr.; 0-1, po dogr.

## Finał
Finał Pucharu Polski został rozegrany 21 grudnia 1952 na Stadion Wojska Polskiego w Warszawie
| 21 grudnia 1952 | Kolejarz Warszawa · Wesołowski 50' | 1:0(0:0) | CWKS Ib Warszawa | Stadion Wojska Polskiego, Warszawa Widzów: 15000 Sędzia: Fronczyk (Tarnów) |
|                 |                                    |          |                  |                                                                            |

Puchar Polski zdobył Kolejarz Warszawa.